# Elliott Smith
Elliott Smith (narozený jako Steven Paul Smith, 6. srpna 1969, Omaha, – 21. října 2003, Los Angeles) byl americký písničkář a hudebník. Vyrůstal v Texasu, ale významnou část života pobýval v Portlandu ve státě Oregon, kde poprvé začala narůstat jeho popularita. Jako hlavní nástroj používal kytaru, ale uměl dobře hrát i na klavír, klarinet, basovou kytaru, harmoniku a bicí. Měl zvláštní, šeptavý hlasový projev a používal vícestopé nahrávání pro vytvoření určité polohy, struktury a harmonie svého hlasu.
Nejdříve působil několik let v rockové kapele Heatmiser, roku 1994 se vydal na sólovou dráhu, když začal nahrávat u nezávislých společností Cavity Search Records a Kill Rock Stars. V roce 1997 podepsal smlouvu se společností Dreamworks Records, pro kterou vytvořil dvě alba. Součástí mainstreamové hudební scény se začínal stávat v roce 1998, když jeho nahrávka Miss Misery, ze soundtracku k filmu Dobrý Will Hunting, byla nominována na Oscara v kategorii Nejlepší originální píseň.
Smith trpěl depresemi, byl závislý na alkoholu a také drogách, proto se tato témata často objevovala v jeho textech. V věku 34 let zemřel v Los Angeles, když podlehl zranění v důsledku dvou bodných ran ve svém hrudníku. Podle pitevní zprávy se nepodařilo prokázat, zda šlo nebo nešlo o sebevraždu. V okamžiku své smrti Smith pracoval na šestém studiovém albu From a Basement on the Hill, které bylo následně posmrtně vydáno.